# Phil the Beat
Phil the Beat (* 1989 in Köln-Ehrenfeld; eigentlich Jan Philipp Bednorz) ist ein deutscher DJ, Musiker und Musikproduzent.

## Leben
Phil the Beat begann im Alter von 13 Jahren im Rahmen des familiären Weihnachtssingen mit dem DJing. An diesem Abend sollte er zwei Musikstücke aneinanderhängen und bekam dafür Zugriff auf das Programm Magix Music Maker. Anschließend begann er Musik zusammenzuschneiden und auf diversen Plattformen hochzuladen. Zwei Jahre später begann er eigene Lieder zu produzieren. Als DJ machte er sich einen Namen. Sein Künstlername basiert auf seiner Liebe zur Musik der 1980er und 1990er Jahre. Der Name ist ein Wortspiel mit „Feel the Beat“ und seinem zweiten Vornamen Philipp. Der Name soll auf sein besonderes Beat-Gefühl hinweisen. Markenzeichen ist sein roter Bart.
Anschließend kam zum Label Warner Bros., wo er zunächst für Künstler wie Capital Bra, Lea, Mark Forster, Akon und Flo Rida zu produzieren. Es folgten Coverversionen von Herz an Herz als Heart to Heart für Blümchen und Nenas Anytime. Heart to Heart wurde in der Sendung Love Island (RTL Zwei) verwendet. 2021 veröffentlichte er seinen ersten eigenen Song Don’t Say Goodbye. Der Song wurde ebenfalls in Love Island verwendet und war Teil des Trailers zur fünften Staffel. 2022 folgte You als zweiter eigener Track. Weitere Singles wurden Nirvana, All Night Long. und Mama Mia.
Der erste Charteinstieg gelang ihm zusammen mit Finch und SDP mit einer Neuinterpretation des Pur-Klassikers Abenteuerland.

## Diskografie

### Singles
- 2020: Heart to Heart (mit Emma Rosen)
- 2021: Anytime (mit Ilira)
- 2021: Don’t Say Goodbye
- 2021: Count to 10 (mit Séb Mont & Deepend)
- 2022: Closer (mit Boss)
- 2022: You
- 2023: Nirvana
- 2023: All Night Long
- 2023: Still Missing You (mit Keanu Silva & Ekko)
- 2024: Mama Mia
- 2024: Abenteuerland (SDP feat. Finch & Phil the Beat)

### Autorenbeteiligungen und Produktionen
- 2015: Ado Kojo feat. Shirin David – Du liebst mich nicht A, P
- 2016: Mike Singer – Karma A, P
- 2017: Mike Singer – Deja Vu A
- 2020: Mark Forster feat. Vize – Bist du okay A
- 2020: Mark Forster – Übermorgen A, P
- 2021: Santos feat. Samra & Sido – Leere Hände A, P
- 2022: Mark Forster – Memories & Stories A
- 2025: Sarah Connor – Ficka A, P